# Малая Лумарь (Марий Эл)
Малая Лумарь (мар. Изи Лумарий) — деревня в Новоторъяльском районе Республики Марий Эл. Входит в состав Масканурского сельского поселения.

## География
Находится в северо-восточной части республики Марий Эл на расстоянии приблизительно 9 км по прямой на север от районного центра посёлка Новый Торъял.

## История
Известна с 1905 года, когда здесь в 15 дворах проживали 103 человека. В 1917 году насчитывалось 16 дворов. В 1928—1929 годах количество жителей — 108 человек. В 1939 году в селении проживали 93 жителя. В 1973 году здесь было 16 хозяйств, 74 жителя. В 1999 году в 13 домах проживали 35 человек, все мари. В советское время работал колхоз «У корно».

## Население
Население составляло 28 человек (мари 100 %) в 2002 году, 37 в 2010.